# Ламакин, Василий Васильевич
Василий Васильевич Ламакин (28 марта [10 апреля] 1903, Богородицк, Тульская губерния, Российская империя — 28 августа 1971, Москва) — советский учёный-географ и геолог, доктор геолого-минералогических наук, лауреат Премии им. В. А. Обручева АН СССР (1969).

## Биография
Родился 28 марта (10 апреля) 1903 года в городе Богородицк, Тульской губернии.
В 1920 году переехал в Москву и поступил на геолого-географическое отделение физико-математического факультета Московского университета. Учёбу совмещал с работой — был школьным учителем, чернорабочим, лаборантом, внештатным сотрудником в Малой Советской Энциклопедии и научным сотрудником
и секретарем в редакции Большой Советской Энциклопедии (Первое издание). В 1925 году получил специальность «геоморфология».
Участвовал в плавании научно-исследовательского судна «Персей» в Ледовитом океане, работал на Кавказе, на Башкирском Урале и Закавказье, в пустыне Каракумы. В аспирантуре учился у А. А. Борзова, с которым вместе ездили в экспедицию в Башкирию.
По инициативе В. А. Обручева в 1927—1928 годах В. В. Ламакиным были начаты исследования труднодоступного и почти неизведанного тогда Восточного Саяна. В экспедиции в Саяны Василий Васильевич ездил со своим братом Николаем.
В 1928—1935 годы проводил изучение неотектоники Байкальской впадины. Активно боролся за сохранение природы Байкала.

### Репрессии
В 1935 году вместе с братом был арестован и осужден по статье 58, пункт 10 («Пропаганда или агитация, содержащие призыв к свержению, подрыву или ослаблению Советской власти») на 5 лет. В заключении работал старшим инженером-геологом Беломорско-Балтийского комбината НКВД. Пробыв в лагерях 4 года, в 1939 году был досрочно освобожден.
В 1952 году снова подвергся репрессии — был лишен московской прописки и должен был 5 лет жить и работать на «Байкальской лимнологической станции АН СССР».

### Работа в АН СССР
В 1940—1942 годах работал на Кольской базе АН СССР, в 1942—1944 годах преподавал в Карело-финском университете.
После окончания Великой Отечественной войны вернулся в Москву. Работал в ИГН АН СССР и ИНМЕРО АН СССР.
В 1950-х годах работал экспедициях на Байкале.
После смерти Сталина в ноябре 1953 года получил разрешение вернуться в Москву, продолжил работать в ГИН АН СССР.
2 марта 1967 году защитил докторскую диссертацию в Геологическом институте АН СССР (утверждена 12 апреля 1968 года).
Результаты исследований Байкала, продолжавшиеся более 20 лет, были обобщены в монографии «Неотектоника Байкальской впадины», 1968.
Скончался 28 августа 1971 года в Москве. На его могиле лежал белый камень, который привезли друзья с Байкала: на нём написано «Исследователю Байкала Василию Васильевичу Ламакину».

## Семья
- Брат — Николай (1900-19??), геолог, геоморфолог, в 1935 году был осужден на 10 лет как «враг народа», отбывал срок в лагерях на Соловецких островах, дата смерти неизвестна («трагически погиб ещё до Великой Отечественной войны»[4]).

Жена — Анна Сергеевна (урождённая Васильева, 1908—1992).
- Дети: Алексей (1939—2008), Надежда (род. 1946), Ольга (род. 1948).

## Награды
- 1929 — Серебряная медаль Географического общества СССР, за исследования Восточного Саяна[5]
- 1969 — Премия имени В. А. Обручева, за монографию «Неотектоника Байкальской впадины», 1968 (13 ноября 1969, № 900).

## Членство в организациях
- 1928 — Географическое общество СССР, председатель Байкальского отдела (1957—1958)
- 1932 — Московское общество испытателей природы
- 1935 — Советское национальное объединение историков естествознания и техники
- 1935 — Комиссия по изучению четвертичного периода АН СССР[6].

## Память
- В архивах Российской академии наук находятся материалы, посвященные В. В. Ламакину.[7].